# Puchar Europy Mistrzów Klubowych (1968/1969)
XIV Puchar Europy Mistrzów Klubowych 1968/1969

(ang. European Champion Clubs’ Cup)

## Zmiana wyników losowania
W pierwotnym losowaniu pucharu wylosowano między innymi następujące pary:
- Ferencváros Budapeszt -  Celtic F.C.
- Lewski Spartak Sofia -  A.C. Milan
- FC Zürich -  Dynamo Kijów
- Spartak Trnawa -  Malmö FF
- Steaua Bukareszt -  Akademisk BK
- AS Saint-Étienne -  Ruch Chorzów

Z powodu inwazji wojsk Układu Warszawskiego na Czechosłowację, która miała miejsce 20 sierpnia 1968 r., zachodnioeuropejskie kluby (z inicjatywy władz Celticu Glasgow) zagroziły bojkotem meczów z zespołami z krajów komunistycznych. W dniu 31 sierpnia 1968 r. z powodu tej groźby władze UEFA unieważniły wyniki losowania i dokonały ponownego losowania sześciu wskazanych par, w taki sposób, aby zespoły z krajów komunistycznych grały tylko między sobą. Ta nagła zmiana, pozbawiająca kluby z Europy Wschodniej możliwości zagrania z przedstawicielami "wolnego świata" spowodowała, że Polski Związek Piłki Nożnej jako pierwszy na znak protestu wycofał swoje kluby z rozgrywej Pucharu Europy i Pucharu Zdobywców Pucharów, a następnie podobne decyzje podjęły związki piłkarskie Węgier, Bułgarii, Niemiec Wschodnich i Związku Sowieckiego.

## I runda
| Manchester City – Fenerbahçe SK 0:0 i 1:2 1 18.09 1968 2 02.10 1968 1:0 Anthony Coleman 11, 1:1 Abdullah Çevrim 48, 1:2 Ögün Altiparmak 76 |
| RSC Anderlecht – Glentoran F.C. 3:0 i 2:2 1 18.09 1968 1:0 Gerard Bergholtz 18, 2:0 Alfons Peeters 23, 3:0 Thomas Nordahl 87 2 02.10 1968 1:0 Johan Devrindt 24, 1:1 Thomas Morrow 27, 1:2 John Johnston 55, 2:2 Gerard Bergholtz 58 |
| Waterford – Manchester United 1:3 i 1:7 1 18.09 1968 0:1 Denis Law 8, 0:2 Denis Law 41, 0:3 Denis Law 55, 1:3 John Matthews 65 (mecz w Dublinie) 2 02.10 1968 0:1 Norbert Stiles 37, 0:2 Denis Law 41, 0:3 Denis Law 47, 0:4 Denis Law 60, 0:5 Francis Burns 68, 1:5 Alexander Casey 69, 1:6 Denis Law 71, 1:7 Robert Charlton 84                                                                      |
| Real Madryt – AEL Limassol 6:0 i 6:0 1 18.09 1968 1:0 Jose Martinez „Pirri” 10, 2:0 Jose Martinez „Pirri” 14, 3:0 Amancio Amaro 17, 4:0 Miguel Angel Perez 27, 5:0 Jose Martinez „Pirri” 63, 6:0 Manuel Bueno 75 2 26.09 1968 1:0 Manuel Velazquez 7, 2:0 Jose Luis Lopez 9, 3:0 Manuel Velazquez 10, 4:0 Jose Luis Veloso 84, 5:0 Gerardo Ortega 86, 6:0 Fernando Zunzunegui 87 (mecz w Madrycie)     |
| Floriana FC – Lahden Reipas 1:1 i 0:2 1 18.09 1968 0:1 Topi Aalto 28, 1:1 Joseph Galea 37k (mecz w Gzirze) 2 02.10 1968 0:1 Hannu Holtari 56, 0:2 Hannu Holtari 57 (mecz w Helsinkach) |
| AS Saint-Étienne – Celtic F.C. 2:0 i 0:4 1 18.09 1968 1:0 Salif Keita 15, 2:0 Herve Revelli 36 2 02.10 1968 0:1 Thomas Gemmell 44k, 0:2 James Craig 59, 0:3 Stephen Chalmers 66, 0:4 Joseph McBride 87 |
| AEK Ateny – Jeunesse Esch 3:0 i 2:3 1 18.09 1968 1:0 Dimitrios Papaioanou 4, 2:0 Konstandinos Papayeorgiou 56k, 3:0 Yeorgios Karafeskos 58k 2 02.10 1968 0:1 Jean-Pierre Hoffmann 5, 1:1 Panayotis Venduris 16, 2:1 Panayotis Venduris 35, 2:2 Daniel Drouet 45, 2:3 Pierre Langer 87 |
| Knattspyrnufélagið Valur – SL Benfica 0:0 i 1:8 1 18.09 1968 2 02.10 1968 0:1 António José Simões 4, 0:2 Jose Jacinto Santos 7, 0:3 José Augusto da Costa Sénica Torres 11, 0:4 „Eusébio” da Silva Ferreira 20, 0:5 Mário Esteves Coluna 27, 0:6 José Augusto da Costa Sénica Torres 47, 0:7 „José Augusto” Pinto de Almeida 48, 1:7 Hermann Gunnarsson 68, 1:8 José Augusto da Costa Sénica Torres 79 |
| Rosenborg BK – Rapid Wiedeń 1:3 i 3:3 1 18.09 1968 1:0 Odd Iversen 16, 1:1 Jørn Bjerregaard 28, 1:2 Günther Kaltenbrunner 65, 1:3 Leopold Grausam 86 2 02.10 1968 0:1 Sven Lindmann 10, 0:2 Günther Kaltenbrunner 17, 1:2 Odd Iversen 21, 2:2 Odd Iversen 34, 2:3 Sven Lindmann 80, 3:3 Odd Iversen 87                                                                                                 |
| 1. FC Nürnberg – AFC Ajax 1:1 i 0:4 1 18.09 1968 1:0 Georg Volkert 6, 1:1 Johan Cruijff 80 2 02.10 1968 0:1 Sjaak Swart 22, 0:2 Sjaak Swart 51, 0:3 Henk Groot 86k, 0:4 Johan Cruijff 89 |
| Steaua Bukareszt – Spartak Trnawa 3:1 i 0:4 1 18.09 1968 1:0 Carol Creiniceanu 18, 2:0 Florea Voinea 30, 3:0 Gheorghe Constantin 51, 3:1 Ladislav Kuna 75 2 02.10 1968 0:1 Valérian Svec 4, 0:2 Jozef Adamec 58, 0:3 Jozef Adamec 76, 0:4 Jozef Adamec 80 |
| Malmö FF – A.C. Milan 2:1 i 1:4 1 18.09 1968 1:0 Curt Olsberg 45, 2:0 Bertil Elmstedt 50, 2:1Gianni Rivera 58 2 02.10 1968 1:0 Anders Ljungberg 16, 1:1 Pierino Prati 32, 1:2 Angelo Sormani 62, 1:3 Pierino Prati 69, 1:4 Gianni Rivera 88k |
| FC Zürich – Akademisk BK Kopenhaga 1:3 i 2:1 1 18.09 1968 0:1 Flemming Hansen 22, 0:2 Finn Wiberg 25, 1:2 Christian Winiger 50, 1:3 Johnny Petersen 62 2 02.10 1968 1:0 Fritz Künzli 42, 1:1 Johnny Petersen 53, 2:1 Fritz Künzli 80 |
| FK Crvena zvezda – Carl Zeiss Jena vo Carl Zeiss Jena wycofał się |
| Lewski Spartak Sofia – Ferencváros Budapeszt oba kluby wycofały się |
| Dynamo Kijów – Ruch Chorzów oba kluby wycofały się |

## II runda
| Manchester United – RSC Anderlecht 3:0 i 1:3 1 13.11 1968 1:0 Brian Kidd 52, 2:0 Denis Law 70, 3:0 Denis Law 78 2 27.11 1968 1:0 Carlo Sartori 8, 1:1 Jan Mulder 18, 1:2 Gerard Bergholtz 38, 1:3 Gerard Bergholtz 78 |
| Rapid Wiedeń – Real Madryt 1:0 i 1:2 1 20.11 1968 1:0 Gunther Kaltenbrunner 55 2 04.12 1968 0:1 Manuel Velazquez 41, 1:1 Jørn Bjerregaard 48, 1:2 Jose Martinez „Pirri” 83 |
| Celtic F.C. – FK Crvena zvezda 5:1 i 1:1 1 13.11 1968 1:0 Robert Murdoch 3, 1:1 Vojin Lazarević 39, 2:1 James Johnstone 46, 3:1 Robert Lennox 48, 4:1 William Wallace 74, 5:1 James Johnstone 81 2 27.11 1968 1:0 William Wallace 72, 1:1 Stevan Ostojić 90 |
| Lahden Reipas – Spartak Trnawa 1:9 i 1:7 1 20.11 1968 0:1 Vladimir Hagara 14, 0:2 Dušan Kabat 20, 0:3 Valerian Švec 23, 0:4 Stanislav Martinkovič 46, 0:5 Anton Hrušecký 54, 0:6 Valerian Švec 61, 0:7 Jozef Adamec 64, 0:8 Dušan Kabat 80, 0:9 Valerian Švec 83, 1:9 Martti Hyvärinen 88 (mecz w Wiedniu) 2 27.11 1968 0:1 Vladimir Hagara 15, 0:2 Karol Dobiaš 20, 0:3 Ladislav Kuna 27, 0:4 Jozef Adamec 37, 0:5 Karol Dobiaš 49k, 0:6 Anton Hrušecký 53, 0:7 Karol Dobiaš 64, 1:7 Ismo Niskakoski 75 |
| AEK Ateny – Akademisk BK Kopenhaga 0:0 i 2:0 1 13.11 1968 2 27.11 1968 1:0 Andreas Stamatiadis 26, 2:0 Dimitrios Papaioannou 80 |
| AFC Ajax – Fenerbahçe SK 2:0 i 2:0 1 13.11 1968 1:0 Klaas Nuninga 14, 2:0 Bennie Muller 74 2 27.11 1968 1:0 Piet Keizer 55, 2:0 Klaas Nuninga 88 |
| Wolny los: A.C. Milan, SL Benfica |

## 1/4 finału
| Manchester United – Rapid Wiedeń 3:0 i 0:0 1 26.02 1969 1:0 George Best 44, 2:0 George Best 70, 3:0 William Morgan 67 2 05.03 1969 |
| A.C. Milan – Celtic F.C. 0:0 i 1:0 1 19.02 1969 2 12.03 1969 1:0 Pierino Prati 12 |
| AFC Ajax – SL Benfica 1:3 i 3:1, dod. 3:0 (dog) 1 12.02 1969 0:1 Jose Jacinto Santos 31k, 0:2 José Augusto da Costa Sénica Torres 36, 1:2 Inge Danielsson 48, 1:3 „José Augusto” Pinto de Almeida 61 2 19.02 1969 1:0 Inge Danielsson 9, 2:0 Johan Cruijff 12, 3:0 Johan Cruijff 32, 3:1 José Augusto da Costa Sénica Torres 70 3 05.03 1969 1:0 Johan Cruijff 93, 2:0 Inge Danielsson 105, 3:0 Inge Danielsson 108 |
| Spartak Trnawa – AEK Ateny 2:1 i 1:1 1 26.02 1969 1:0 Stanislav Jarabek 25, 2:0 Dušan Kabat 44, 2:1 Nikolaos Sevastopoulos 60 2 12.03 1969 1:0 Valerian Švec 23, 1:1 Dimitrios Papaioannou 77 |

## 1/2 finału
| A.C. Milan – Manchester United 2:0 i 0:1 1 23.04 1969 1:0 Angelo Sormani 33, 2:0 Kurt Hamrin 49 2 15.05 1969 0:1 Robert Charlton 70                                   |
| AFC Ajax – Spartak Trnawa 3:0 i 0:2 1 13.04 1969 1:0 Johan Cruijff 27, 2:0 Sjaak Swart 52, 3:0 Piet Keizer 60 2 24.04 1969 0:1 Ladislav Kuna 27, 0:2 Ladislav Kuna 49 |

## Finał
| 28 maja 1969 Madryt Estadio Santiago Bernabéu (60 000) A.C. Milan – AFC Ajax 4:1 (2:0) Sędzia: José Maria Ortiz de Mendibil (Hiszpania) Bramki: 1:0 Pierino Prati 7, 2:0 Pierino Prati 39, 2:1 Velibor Vasović 60k, 3:1 Pierino Prati 75, 4:1 Angelo Sormani 67 Associazione Calcio Milan (trener Nereo Rocco): Fabio Cudicini – Angelo Anquilletti, Karl-Heinz Schnellinger, Roberto Rosato, Saul Malatrasi, Giovanni Trapattoni, Kurt Hamrin, Giovanni Lodetti, Angelo Sormani, Gianni Rivera (kapitan), Pierino Prati Amsterdamsche Football Club Ajax (trener Rinus Michels): Gert Bals – Wim Suurbier (Ben Müller 46), Barry Hulshoff, Velibor Vasović (kapitan), Theo van Duivenbode, Ton Pronk, Henk Groot (Klaas Nuninga 46), Sjaak Swart, Inge Danielsson, Johan Cruijff, Piet Keizer |